# ミラクルマン (アメリカの漫画)
ミラクルマン / ジョシュア・エアーズ（The Miracle Man (Joshua Ayers) ）は、マーベルコミックスが発行したアメリカン・コミックス『ファンタスティック・フォー』に登場する架空のスーパーヴィラン（悪役）。

## 概要
漫画家のスタン・リーとジャック・カービーによって、『ファンタスティック・フォー』の最初の敵の1人として考案されたスーパーヴィラン。もともとは売れないマジシャンだったが、ある日ステージで驚くべき催眠術の才能を発見し、犯罪の道に進んだ。 
催眠術によって強力な幻覚を他人に見せることができ、後に念力やビームを発射するスーパーパワーも手に入れた。 
スカージ・オブ・ジ・アンダーワールドに殺害されるも、その後「ドクター・ストレンジ」のスーパーヴィランである悪魔ドルマムゥによって復活させられる。 

## 経歴
「Fantastic Four ＃3」（1962年3月）で初登場した。  
誇大妄想的な欲望を抱くステージマジシャン。自分のステージショーに参加したファンタスティック・フォーを、幻覚でスーパーパワーがあるように見せて打ち負かした。激怒したシングを催眠上の怪力コンテストに導いて勝利し、ミスター・ファンタスティックを恐れさせた。 
「Fantastic Four ＃138-139」（1973年9月-10月）で再登場し、 ワイアット・ウイングフットの部族の村を調査に来たファンタスティック・フォーの前に現れた。ファンタスティック・フォーにバカにされるが、念力とビームを発射するスーパーパワーを手に入れたことを明らかにする。